# Barbara Horawianka
Barbara Teresa Horawianka (Horawa) (ur. 14 maja 1930 w Katowicach, zm. 20 września 2024 w Warszawie) – polska aktorka teatralna i filmowa.

## Życiorys
W sierpniu 1939 jej ojciec został powołany do wojska i przeniósł rodzinę do Szynwałdu, gdzie wraz z innymi dziećmi pracowała pomagając w polu i gospodarstwie, wykonując różnorodne prace ręczne, takie jak mielenie ziarna na żarnach. Jej ojciec zginął prawdopodobnie w bitwie o Monte Cassino. W 1945 roku, po zakończeniu działań wojennych, wraz z rodziną przeniosła się do Krakowa.
Pracę aktorską rozpoczęła 8 grudnia 1951 w Teatrze Rapsodycznym w Krakowie, ukończyła Studio Dramatyczne Teatru, będąc m.in. uczennicą prof. Józefa Gaczyńskiego. Występowała w krakowskim Starym Teatrze (1954–1955) i Teatrze im. Juliusza Słowackiego (1955–1957), następnie w zespole Kazimierza Dejmka w Teatrze Nowym w Łodzi (1957–1963 i 1974–1976). W 1957 zdała aktorski egzamin eksternistyczny.
Od 1963 występowała na deskach teatrów warszawskich: Teatru Narodowego (1963–1966), Teatru Dramatycznego (1966–1974 i 1976–1979), Teatru na Woli (1979–1985), Teatru na Targówku (1985–1988) i Teatru Polskiego (1988–1990).
Została członkiem honorowego komitetu poparcia Bronisława Komorowskiego przed przyspieszonymi wyborami prezydenckimi 2010 oraz przed wyborami prezydenckimi w Polsce w 2015 roku.

## Życie prywatne
W 1951 w krakowskim Teatrze Rapsodycznym poznała aktora Mieczysława Voita, którego poślubiła 3 sierpnia 1957 w jednym z krakowskich kościołów, nie zawierając jednak wcześniej ślubu cywilnego i nigdy nie dopełniając tej formalności, co oznacza, że w świetle obowiązującego wówczas prawa Voit i Horawianka nie zostali małżeństwem. Wychowywali wspólnie córkę Voita z pierwszego małżeństwa – Joannę. Jej bratem był aktor, Zbigniew Horawa.
Zmarła 20 września 2024 w Szpitalu Praskim w Warszawie. 27 września po mszy w Kościele Środowisk Twórczych przy placu Teatralnym w Warszawie została pochowana w grobie Mieczysława Voita na cmentarzu Powązkowskim (kwatera 172-2-24).

## Kariera zawodowa
- Teatr Rapsodyczny w Krakowie 1951–1953
- Teatr Poezji w Krakowie 1953–1954
- Stary Teatr w Krakowie 1954–1957
- Teatr Nowy w Łodzi 1957–1963
- Teatr Narodowy w Warszawie 1963–1966
- Teatr Dramatyczny w Warszawie 1966–1974
- Teatr Nowy w Łodzi 1974–1976
- Teatr Dramatyczny w Warszawie 1976–1979
- Teatr na Woli w Warszawie 1979–1985
- Teatr na Targówku w Warszawie 1985–1988
- Teatr Polski w Warszawie 1988–1990

## Filmografia
- 1955: Godziny nadziei
- 1957: Zagubione uczucia jako przedszkolanka
- 1959: Zobaczymy się w niedzielę jako Wanda
- 1959: Pociąg jako żona lekarza
- 1959: Kamienne niebo jako Hanka Rumińska
- 1960: Krzyżacy jako służka zakonna porywająca Danusię z dworu księcia
- 1961: Milczące ślady jako Barbara Romańska, łączniczka „Pioruna” w aptece Walczaka
- 1961: Dziś w nocy umrze miasto jako blondynka w rodzinie Zumpe
- 1961: Czas przeszły jako Klara, sekretarka i kochanka von Steinhagena
- 1962: Luks jako matka
- 1963: Pasażerka jako więźniarka – pielęgniarka
- 1963: Godzina pąsowej róży jako wychowawczyni Felicja
- 1964: Późne popołudnie jako nauczycielka Tuńki
- 1964: Echo jako Lucyna Głuchowska, żona Henryka
- 1964: Drewniany różaniec jako siostra Modesta, wychowawczyni dziewcząt
- 1964: Barwy walki jako aptekarka Hanka
- 1966: Marysia i Napoleon jako królowa Ludwika
- 1966: Kochankowie z Marony jako Ola Czekaj, nauczycielka w Maronie
- 1967: Stawka większa niż życie jako Anne-Marie Elken (odc. 17)
- 1967: Katarynka jako matka dziewczynki
- 1967: Cześć kapitanie jako kapitan Orlik
- 1968: Samotność we dwoje jako Edyta, żona Hubiny
- 1969: Kryptonim Maks jako bufetowa („Maks”)
- 1972: Jezioro osobliwości jako Anna, matka Marty
- 1972: Agnieszka jako matka Agnieszki
- 1974: Tylko się jeździ jako mama Jacka
- 1976: Daleko od szosy jako Maria Popławska, matka Ani
- 1978: Życie na gorąco jako Greta Emke, siostra Rolfa (odc. 5)
- 1980: Bez miłości jako matka Ewy
- 1982: Pensja pani Latter jako Emma Latter, właścicielka pensji
- 1982: Jeśli się odnajdziemy jako profesor Kowalewska
- 1983: Fachowiec jako Zagórska, właścicielka mieszkania Zaliwskiego
- 1984: Rycerze i rabusie jako matka Heleny (odc. 3)
- 1984: Hania jako matka Henryka
- 1987: Rajski ptak jako kobieta żegnająca męża na dworcu
- 1987: Brawo, mistrzu jako Natalia, kierowniczka domu starców
- 1988–1990: W labiryncie jako Maria Jarosz, laborantka w pracowni
- 1989: Modrzejewska jako Józefa Bendowa, matka Modrzejewskiej
- 1990: Marie Curie: Une femme honorable jako krawcowa
- 1990: Historia niemoralna jako lekarka ginekolog
- 1990: Dziewczyna z Mazur jako pani Teofila, właścicielka zajazdu „Złote Stawy”
- 1993: Straszny sen Dzidziusia Górkiewicza jako gosposia „Dzidziusia”
- 1995: Pułkownik Kwiatkowski jako właścicielka pensjonatu w Spale
- 2001–2002, 2004: M jak miłość jako Jadwiga Zduńska, matka Krzysztofa
- 2004: Samo życie jako Wanda Zalesińska, znajoma rodziny Wolińskich
- 2004–2005: Plebania jako Irena Rozicka, pensjonariuszka Domu Spokojnej Starości w Starej Wiośnie
- 2004: Czwarta władza jako siostra przełożona
- 2005: Na dobre i na złe jako pani Wanda (odc. 223)
- 2005: Klinika samotnych serc jako Sabina Rowicka
- 2009: Zgorszenie publiczne jako Wtorcyno
- 2014: Obywatel jako matka Jana
- 2014: Arbiter uwagi jako babcia Rafała i Mariusza
- 2016: Na dobre i na złe jako Irena Aleksandrowicz, babcia Agaty Woźnickiej (odc. 654)

## Order i odznaczenia
- 2013: Krzyż Kawalerski Orderu Odrodzenia Polski – za wybitne zasługi dla kultury polskiej i osiągnięcia w twórczości artystycznej, za działalność na rzecz przemian demokratycznych w Polsce. Udekorowania orderem dokonał prezydent Bronisław Komorowski 3 maja 2013 r. podczas uroczystości na Zamku Królewskim z okazji Święta Narodowego 3 Maja[11].
- 2013: Nagroda Heroiny Polskiego Kina 2013[12]
- 2007: Srebrny Medal „Zasłużony Kulturze Gloria Artis”[13]
- 1970: Odznaka Honorowa m.st. Warszawy
- 1956: Srebrny Krzyż Zasługi